# ABN AMRO World Tennis Tournament 2004
ABN AMRO World Tennis Tournament 2004 — тенісний турнір, що проходив на кортах з твердим покриттям у місті Роттердам, Нідерланди з 16 лютого . Належав до категорії International Series Gold, був турніром серії Rotterdam Open 2004 року.

## Фінальна частина

### Одиночний розряд
Ллейтон Г'юїтт —  Хуан Карлос Ферреро 6–7(1–7), 7–5, 6–4

### Парний розряд
Пол Генлі /  Радек Штепанек —  Джонатан Ерліх /  Енді Рам 5–7, 7–6(7–5), 7–5